# Piet Hein Hoebens
Piet Hein Hoebens (Utrecht, 29 september 1948 – 22 oktober 1984) was een Nederlands journalist, parapsycholoog en skepticus. Hoebens is het meest bekend van het onderuit halen van beweringen van paragnosten die stellen vermiste personen op te kunnen sporen en de politie effectief te kunnen assisteren bij het oplossen van misdaden via paranormale methoden. Hij werkte 13 jaar lang als redacteur voor De Telegraaf, waarin hij onder andere een rubriek over paranormale verschijnselen had (getiteld "Er is meer") en hij was lid van het Committee for Skeptical Inquiry. Hij werkte samen met Marcello Truzzi en schreef artikelen voor de Zetetic Scholar over de claims van helderzienden als Peter Hurkos and Gerard Croiset.
Hoebens maakte op 22 oktober 1984 een eind aan zijn leven.